# Mogul iskola

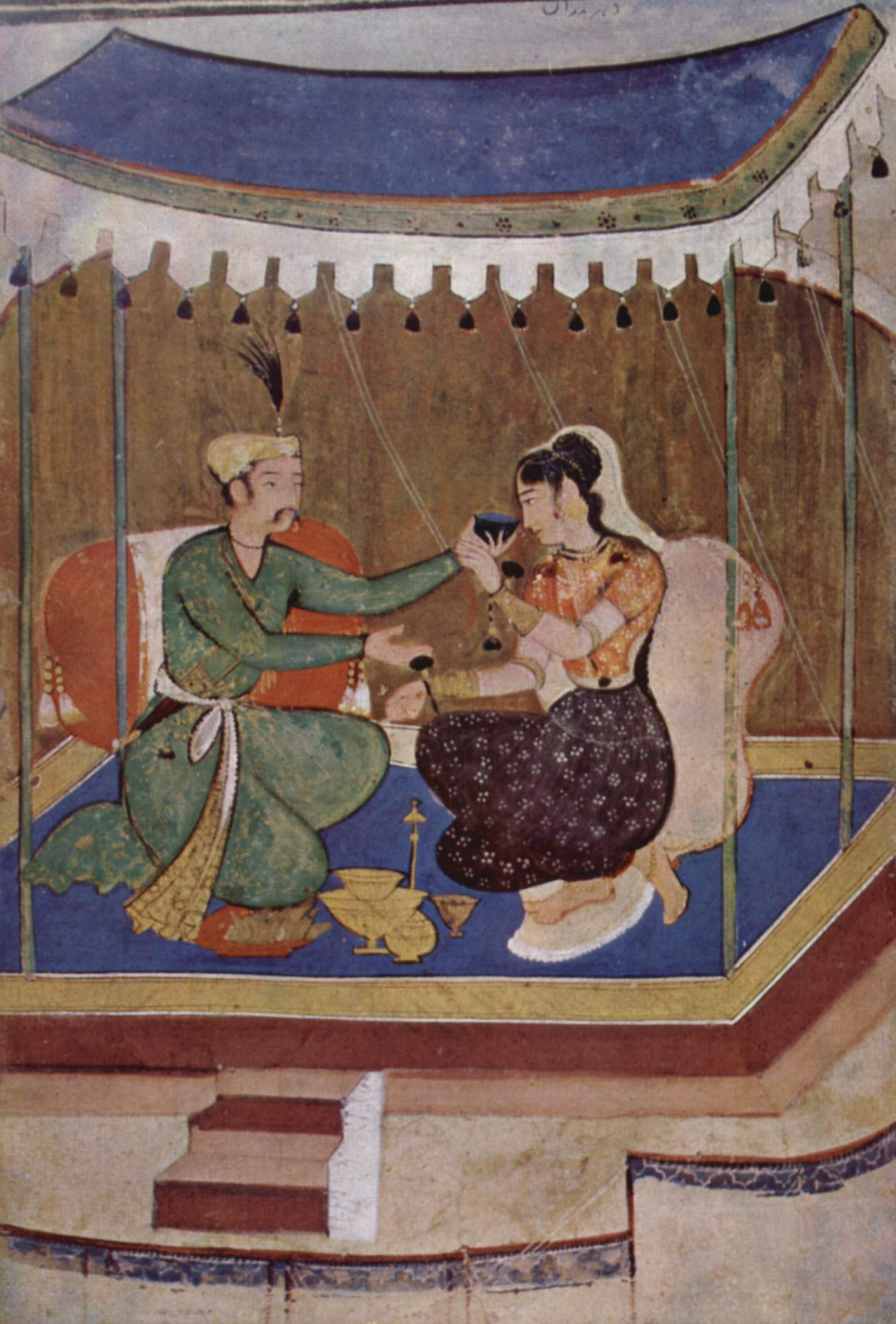
egy 17. századbeli mogul festmény

A mogul udvarban a 16. században kialakult indiai festészeti irányzat. Akbar császár (1555-1605) idején indult ki a perzsa miniatúrafestészetből. Akbar sok indiai, ráadásul hindu művészt foglalkoztatott, ezért a mogul iskola művészete erősen indiai jellegű. A 17. század volt a virágkora, később nyugati hatások is érték.
A legfőbb témák: mogul uralkodó és családjai, magasabb tisztségviselők ábrázolásai, udvari jelenetek, vadászatok, madarak és ritka állatok.
A 18. század végén a mogul hatalommal együtt lehanyatlott. Tipikus udvari művészet volt, melynek stílusát finom rajz és színezés határozta meg.